# إم في إم جروب
ام في ام جروب ( Magyar Villamos Művek Zártkörűen működő Részvénytársaság ) ، ( بالعربية: شركة الأعمال الكهربائية المجرية الخاصة المحدودة ) هي شركة طاقة مجرية ، وهي الأكبر في البلد المسؤول عن إنتاج وتوزيع وبيع الكهرباء .
تمتلك الشركة العديد من محطات الطاقة بما في ذلك محطة باكس للطاقة النووية بسعة إجمالية مركبة تبلغ 2500 ميجاوات ولديها 3.501 محطة 3501 كيلومتر من خطوط النقل . في عام 2011 دخلت ام في ام في صناعة الغاز الطبيعي ومهتمة بخط أنابيب الغاز المقترح ساوث ستريم . تريد شركة الطاقة المجرية التوسع عن طريق البحر الأدرياتيكي لاستيراد الغاز السائل من محطة الغاز الكرواتية المخطط لها. ام في ام هي أيضًا مؤسسة (إلى جانب مؤسستين حكوميتين أخريين: البريد المجري و بنك التنمية المجري) لشركة الهاتف المحمول الجديدة المملوكة للدولة التي كانت ستستوعب في عام 2012 ، ولكن الشركة نفسها ثبت أنه مكلف للغاية حتى أن بدء تقديم الخدمة. باعت حصتها إلى البريد المجري في ديسمبر 2013 ، وتم حل مجلس إدارة في 19 ديسمبر 2013 ، وانتهت من دمج في البريد المجري.
في منتصف عام 2012 ، أنشأت ام في ام جروب شركة تابعة لإعداد الخطوات الواقعية لتوسيع محطة باكس للطاقة النووية . وفقًا لأحدث الخطط ، سيستغرق البناء في عام 2017 وستكتمل الوحدة الجديدة الأولى في عام 2023.